# الفبای ایتالیایی
الفبای ایتالیایی دارای ۲۱ حرف می‌باشد که در زیر، شکل و نام آن‌ها را می‌یابید:
| حرف | نام | حرف | نام | حرف | نام    |
| --- | --- | --- | --- | --- | ------ |
| A   | اَ   | H   | آکا | Q   | کو     |
| B   | بی  | I   | ئی  | R   | اِرّه    |
| C   | چی  | L   | اِلّه | S   | اِسِّ     |
| D   | دی  | M   | اِمّه | T   | تی     |
| E   | اِ   | N   | اِنّه | U   | او     |
| F   | اِفه | O   | اُ   | V   | وو، وی |
| G   | جی  | P   | پی  | Z   | زٍتّا    |

## حروف وام‌واژه‌ها
حروف دیگری هم وجود دارند که در زبان ایتالیایی نیستند ولی در کلمات بیگانه که به این زبان وارد شده‌اند تلفظ می‌شوند.
| حروف بزرگ | حروف کوچک | آوا      |
| J         | j         | یِ        |
| K         | k         | کاپا     |
| X         | x         | ایکس     |
| Y         | y         | ایپسیلن  |
| W         | w         | وو دوپّیا |

## S و Z
تصغير|الكتابة اليدوية الإيطالية ، تدرس في المدرسة الابتدائية من القرن العشرين إلى القرن الحادي والعشرين
تلفظ واک‌های ⟨s⟩ و ⟨z⟩ برای کسانی که آشنایی اندکی با زبان ایتالیایی دارند، مبهم و باعث سردرگمی است.
⟨s⟩ همخوان دندانی صفیری دارد و ممکن است هم برای /s/ و هم برای /z/ به‌کار رود. با این حال، این دو واج در همه‌جا دارای «توزیع تکمیلی» (complementary distribution) هستند، مگر بین دو مصوت در یک کلمه، که البته حتی در چنین کلماتی، تعداد بسیار کمی «جفت کمینه» (minimal pair) وجود دارد. (مقصود از «جفت کمینه»، دو تک‌واژ است که تنها در یک واج با هم تفاوت دارند).
- /s/ بی‌صدا در حالات زیر وجود دارد:
  - پس از آغاز واژه و قبل از یک مصوت (مثلاً Sara /ˈsara/) یا یک صامت بی‌صدا مثل spuntare /spunˈtare/)
  - بعد از هر صامت (مثل transitare /transiˈtare/)
  - قبل از یک صامت بی‌صدا (مثلاً raspa /ˈraspa/)
  - در آغاز قسمت دوم یک کلمه مرکب (مثال‌ها affittasi, disotto, girasole, prosegue, risaputo, reggiseno). این کلمات با افزودن یک پیشوند به واژه‌ای که با /s/ آغاز می‌گردند، ساخته می‌شوند
- /z/ صدادار را قبل از صامت‌های صدادار داریم. (مثال sbranare /zbraˈnare/).
- ممکن است بین مصوت‌ها، بی‌صدا یا صدادار (/s/ or /z/) باشد. در تلفظ استاندارد مبتنی بر ناحیهٔ توسکانی، برخی از کلمات با /s/ بین مصوت‌ها تلفظ می‌شوند (مثال‌ها casa, cosa, così, mese, naso, peso, cinese, piemontese, goloso)؛ در شمال ایتالیا (و همچنین به‌طور فزاینده‌ای در توسکانی) ⟨s⟩ بین مصوت‌ها همیشه به صورت /z/ تلفظ می‌شود در حالی که در جنوب ایتالیا ⟨s⟩ بین مصوت‌ها، همیشه همن /s/ تلفظ می‌شود.

⟨ss⟩ همیشه به‌صورت /ss/ بی‌صدا تلفظ می‌شود. مثال: grosso /ˈɡrɔsso/, successo /sutˈtʃɛsso/, passato /pasˈsato/, و غیره.
⟨z⟩ همخوان دندانی انسایشی است که گاهی /dz/ (zanzara /dzanˈdzara/) و گاهی /ts/ (canzone /kanˈtsone/) است که البته بستگی به پس‌زمینه و بافت دارد و البته تعداد اندکی «جفت کمینه» (minimal pair) هم وجود دارد.

⟨z⟩ عموماً /ts/ (تسـ) بی‌صداست:
- - در آغاز واژه‌ای که هجای دوم در آن، با یک صامت بی‌صدا شروع می‌شود: به‌عنوان نمونه (zampa /تْسامپا/, zoccolo /تْسوکولو/, zufolo /تْسوفولو/)
    - استثناها (چرا که ریشه‌ای یونانی دارند): zaffiro (زافیرو), zefiro (زفیرو) , zotico (زوتیکو), zeta (زتا), zafferano (زافرانو), Zacinto (زاچینتو)

  - وقتی که به دنبالش، ⟨i⟩ بیاید که پس از آن هم یک مُصوت وجود داشته باشد (مثال‌ها zio /تْسیو/, agenzia /آجانتسیا/, grazie /گراتسیه/)
    - استثناها: azienda /آدزیندا/, تمامی کلماتی که مشتق از واژه‌های مشمول قواعد دیگر باشند (مثلاً romanziere /رومادزیره/, که مشتق از واژهٔ romanzo است).

  - پس از حرفِ ⟨l⟩ (به‌عنوان مثال alzare /آلتساره/)
    - استثناها: elzeviro /اِلدزه‌ویرو/ و Belzebù /بلدزه‌بو/

  - در پسوندهای -anza, -enza و -onzolo (مثال‌ها usanza /اوزاتسا/, credenza /کِرِدنتسا/, ballonzolo /بالونتسولو/)

- ⟨z⟩ در شرایط زیر، /dz/ صدادار (دز) تلفظ می‌شود:
  - در ابتدای کلمه‌ای که هجای دوم در آن، با صامت صدادار، یا ⟨z⟩ (یا ⟨zz⟩) آغاز می‌شود (به‌عنوان نمونه zebra /دزبرا/, zuzzurellone /دْزودزورلونه/)
    - استثناها: zanna /تْسانا/, zigano /تْسیگانو/

  - در ابتدای کلمه وقتی با دو مُصوت دنبال می‌شود (مثال: zaino /دْزائینو/)
    - استثناها: zio و کلمات مشتق از آن (بالا را بینید)

  - اگر تکی باشد (نه دوتایی به‌صورت zz) و بین دو مُصوت واحد و یکسان باشد (مثلاً azalea /آدزالئا/)
    - استثناها: nazismo /ناتسیزمو/ (به‌خاطر تلفظ آلمانی ⟨z⟩)

بین حروف صدادار و/یا نیمه صدادار (/j/ and /w/), ⟨z⟩ آنگونه تلفظ می‌شود که گویی دوتایی (zz) است. (/tts/ یا /ddz/؛ مثال‌ها vizio /ویتسیو/، polizia /پولیتسیا/).
⟨zz⟩ عموماً /tts بی‌صدا (تْسـ) است: pazzo /پاتسو/, ragazzo /راگاتسو/, pizza /پیتسا/, grandezza /گرادتسا/ و غیره. (استثناها: razzo /رادزو/, mezzo /مِـدزو/, azzardo /آدزاردو/, azzurro /آدزورو/, brezza /ˈbreddza/). یک استثنای عمده و مهم افعالی است که به -izzare ختم می‌شوند (که از عبارت یونانی -ίζειν گرفته شده‌است). اینها همیشه /ddz/ (دْز) تلفظ می‌شوند: (مثال organizzare /اُرگانیدزاره/), و کلمات مشتق از آن (همچون utilizzo /اوتیلیدزو/ که مشتق از فعل utilizzare است).